# 密續
密續（英語：Tantras），音譯為「怛特羅」，佛教術語，它原是怛特羅密教教典的一類，後來被秘密大乘佛教採用，作為密宗經典的名稱。印度教性力派的经典也叫怛特罗。

## 釋義
怛特羅，原義為線、線的延伸或編織，義譯為「續」。它原是印度教教典的一類，宣稱直接來自濕婆，在師徒間秘密傳授。後來這個名詞被秘密大乘佛教採用，取代原先的「修多羅」（義譯為「經」），作為他們傳承的教典名稱。在傳統漢傳佛教中，此類經典多被譯作「經」或「教」，但這容易跟修多羅混淆，認為它們是同一類的經典。現代漢譯者，多仿效藏傳佛教，將其譯為「續」。在藏傳佛教中，伏藏這類的經典，也是密續的一種。
密教信奉者認為，密續的內容，是由佛、菩薩、或是婆羅門教提婆神等神靈，通過神秘方式，對某些上師進行直接的一对一方式教授，之後筆錄為紙本。密續只能通過上師，傳給少数被認為有資格學習的信徒，但是不能公開給其他人。弟子在接受密續傳承之前，必須先宣誓終身效忠上師，接受灌頂，以及保證絕對不外洩相關內容。
密續包括了儀式、咒語、修行方法，以及大乘佛教的義理，內容極為龐雜，不被所有的佛教宗派承認它的正統地位。

## 分類
依密續的內容，漢傳佛教將其分為三部，雜密、胎藏密、金剛密。
藏傳佛教，依據宗喀巴大師《密宗道次第廣論》，分為四部：事續（所作怛特羅，即雜密） 、行續（行怛特羅，即胎藏密）、 瑜伽續（瑜伽怛特羅，即金剛密）、無上瑜伽續（無上瑜伽怛特羅）。漢傳佛教的三部，與藏傳佛教的前三部相當：雜密，相當於事續；胎藏密，相當於行續；金剛密，則相當於瑜伽續。無上瑜伽續經典，由天息災、施護等翻譯，在宋代傳入。
宋太宗理解後，下令禁译涉及男女雙修的章節，只能翻译修法仪轨。故流传到汉地的密续，幾乎没有男女双修的内容（或者只有暗喻或影射）。
无上瑜伽的《時輪根本續》等沒有翻譯到漢地，推測是也被宋太宗禁止。